# Lottie Dod
Charlotte "Lottie" Dod (Bebington, 1871. szeptember 24. – Sway, 1960. június 27.) angol sportolónő, elsősorban teniszjátékosként ismert, de a golf, gyeplabda, íjászat és a téli sportok terén is kimagasló eredményeket ért el. Öt alkalommal nyerte meg a női Wimbledoni teniszbajnokságot és mindmáig ő a legfiatalabb egyéni Grand Slam tornagyőztes.

## Pályája
Jómódú családba született negyedik gyermekként, apja pamutkereskedelemből származó vagyona gondtalan megélhetést biztosított a család minden tagjának. Testvéreivel együtt mindannyian tehetséges sportolóknak bizonyultak, egyik bátyja, Willie, íjászatból nyert aranyérmet az 1908-as olimpián.
Lottie tenisztehetsége igen korán megmutatkozott, első versenyén, a manchesteri Északi Bajnokságon 11 évesen párosban indult a nála 8 évvel idősebb nővére oldalán. Egy sportújságíró már akkor azt írta róla, hogy "Miss L. Dodról még hallani fogunk." A következő években több versenyen indult egyéniben és párosban is, és mivel egyre több sikert ért el, 1887-ben benevezett a wimbledoni teniszbajnokságra. Ezt Blanche Bingley legyőzésével 15 évesen és 285 naposan meg is nyerte, és ezzel ő lett a legfiatalabb egyéni bajnok. Ez a rekord azóta sem dőlt meg.

### Grand Slam döntők
1921-ig a wimbledoni versenyen az aktuális címvédőnek nem kellett végigjátszania a kieséses szakaszt, csak egyetlen mérkőzést játszott a kieséses szakasz győztese, mint kihívó ellen.
| Év   | Torna     | Borítás | Ellenfél                 | Döntőbeli részvétel                                                                             | Eredmény      |
| ---- | --------- | ------- | ------------------------ | ----------------------------------------------------------------------------------------------- | ------------- |
| 1887 | Wimbledon | Fű      | Blanche Bingley Hillyard | Kihívó                                                                                          | 6–2, 6–0      |
| 1888 | Wimbledon | Fű      | Blanche Bingley Hillyard | Címvédő                                                                                         | 6–3, 6–3      |
| 1891 | Wimbledon | Fű      | Blanche Bingley Hillyard | Az 1890-es bajnok Helena Rice nem indult, így a kieséses szakasz megnyerésével Dodé lett a cím. | 6–2, 6–1      |
| 1892 | Wimbledon | Fű      | Blanche Bingley Hillyard | Címvédő                                                                                         | 6–1, 6–1      |
| 1893 | Wimbledon | Fű      | Blanche Bingley Hillyard | Címvédő                                                                                         | 6–8, 6–1, 6–4 |

Dod 1889-ben és 1890-ben nem indult, 1891-ben azzal a céllal tért vissza, hogy három egymást követő évben nyerni fog. Miután ez sikerült neki, érdeklődése egyéb sportágak felé fordult. 1899-ben az angol női gyeplabda válogatottban is játszott. Később a golf és az íjászat terén jegyeztek fel eredményeit, de a teniszhez hasonló sikereket nem ért el. Sportolói pályafutását 1911 körül fejezte be. A wimbledoni tornáknak később is rendszeres látogatója volt, 1960-ban bekövetkezett halálakor is éppen a wimbledoni verseny rádiós közvetítését hallgatta.
1983-ban az International Tennis Hall of Fame tagjai közé választották.

## Fordítás
- Ez a szócikk részben vagy egészben  a   Lottie Dod című angol Wikipédia-szócikk ezen változatának fordításán alapul.  Az eredeti cikk szerkesztőit annak laptörténete sorolja fel. Ez a jelzés csupán a megfogalmazás eredetét és a szerzői jogokat jelzi, nem szolgál a cikkben szereplő információk forrásmegjelöléseként.